# 진천 노원리 마애여래입상
진천 노원리 마애여래입상(鎭川老院里石造磨崖如來立像)은 충북 진천군 이월면 노원리에 있는 고려 시대의 마애불 입상이다. 지방유형문화재 제189호로 지정되어 있다.
상호(相好)에서 대좌까지 얕은 부조로 조각하였다. 전체적으로 도식화되었으나, 두광과 신광 등이 뚜렷하며 상호에서 보이는 원만상은 다른 불상과 비교되는 특징이 있다. 높이는 6.1미터, 너비는 4.2미터이며 부드러운 미소, 감은 듯한 두 눈, 통견의 법의, 수평으로 조각된 대좌 등 고려 시대에 유행한 거대불상의 특징과 계보를 파악할 수 있는 중요한 불상이다.
머리는 아무런 장식이 없어 소발인 듯하고, 육계는 없다. 목은 짧으나 삼도가 표현되었다. 양팔은 체구에 비해 매우 빈약하다. 두광 윗면에 톱니 무늬를 조각했는데, 무늬 양쪽 위로 선이 연결되어 있는 것으로 보아 고려 시대 거대불상에서 나타나는 보개를 표현한 것으로 보인다. 대좌는 12엽의 단판복엽 연화좌이다.

## 참고 자료
- 진천 노원리 마애여래입상 - 국가유산청 국가유산포털